# قرار مجلس الأمن التابع للأمم المتحدة رقم 1561
قرار مجلس الأمن التابع للأمم المتحدة 1561، المتخذ بالإجماع في 17 أيلول / سبتمبر 2004، بعد الإشارة إلى جميع القرارات السابقة بشأن الحالة في ليبريا، ولا سيما القرارات 1497 (2003) و 1503 (2003) و 1521 (2003) و 1532 (2004)، مدد المجلس ولاية بعثة الأمم المتحدة في ليبيريا لسنة أخرى حتى 19 سبتمبر 2005.
واعترف مجلس الأمن بالدور المهم الذي تؤديه الجماعة الاقتصادية لدول غرب أفريقيا في العملية الليبرية بالإضافة إلى دور الاتحاد الأفريقي والأمم المتحدة. كما أُحرز تقدم كبير فيما يتعلق بنزع السلاح في عملية نزع السلاح والتسريح وإعادة الإدماج والتأهيل.
ودُعيت الأحزاب الليبرية إلى الالتزام بعملية السلام وكفالة إجراء انتخابات عامة حرة ونزيهة وشفافة بحلول تشرين الأول / أكتوبر 2005. وفي غضون ذلك ، طُلب من المجتمع الدولي الوفاء بالتعهدات التي تم التعهد بها في المؤتمر الدولي لإعادة الإعمار في ليبريا في شباط / فبراير 2004 وتوفير الأموال لعملية إعادة الإدماج والتأهيل.

## روابط خارجية
- نص القرار في undocs.org